# Линд (Майен)
Линд (нем. Lind) — община в Германии, в земле Рейнланд-Пфальц.
Входит в состав района Майен-Кобленц. Подчиняется управлению Фордерайфель. Население составляет 53 человека (на 31 декабря 2010 года). Занимает площадь 2,78 км².